# Ministério de Assuntos Internos (Transnístria)
| Ministério de Assuntos Internos da República Moldava Pridnestroviana |                            |
| Rua Manilov, 68 - Tiraspol https://mvdpmr.org/                       |                            |
| Criação                                                              | 5 de março de 1991         |
| Edifício do Ministério da Administração Interna da RMP               |                            |
| Edifício do Ministério da Administração Interna da RMP               |                            |
| Atual ministro                                                       | Major General Vitaly Neagu |

O Ministério de Assuntos Internos da República Moldava Pridnestroviana (em russo:  Министерство Внутренних Дел Приднестровской Молдавской Республики, transl. Ministerstvo Vnutrennikh Del Pridnestrovskoy Moldavskoy Respubliki) também conhecido como Ministério do Interior é uma agência governamental oficial da parcialmente reconhecida República Moldava Pridnestroviana. É o órgão executivo na implementação das políticas de defesa das Forças Armadas da Transnístria. É o sucessor do Departamento Soviético de Assuntos Internos da República Socialista Soviética da Moldávia Pridnestroviana (RSSMP). O atual Ministro de Assuntos Internos é o Major General Vitaly Neagu.